# Parobisium utahense
Espèce
Parobisium utahense est une espèce de pseudoscorpions de la famille des Neobisiidae.

## Distribution
Cette espèce est endémique d'Utah aux États-Unis. Elle se rencontre dans le comté de Cache.

## Étymologie
Son nom d'espèce, composé de utah et du suffixe latin -ense, « qui vit dans, qui habite », lui a été donné en référence au lieu de sa découverte, l'Utah.

## Publication originale
- Muchmore, 1968 : A new species of the pseudoscorpion genus Parobisium from Utah (Arachnida, Chelonethida, Neobisiidae). American Midland Naturalist, vol. 79, no 2, p. 531-534.